# Multiphonics

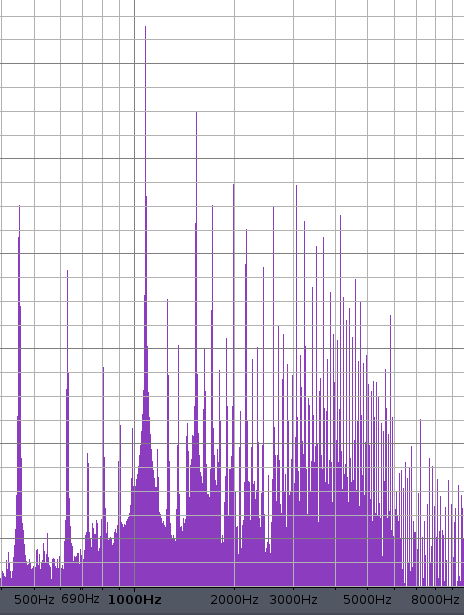
Das (untypische) Frequenzspektrum dieses Klanges.

Unter Multiphonics versteht man in der Musik Techniken, durch bestimmte Griff- oder Blastechniken (bzw. das Einbringen von Gegenständen in Tasteninstrumente wie beim präparierten Klavier) mehr als einen Ton gleichzeitig auf einem Instrument zu erzeugen. Bei manchen Instrumenten werden diese Techniken auch Mehrklang oder Spaltklang genannt; daneben ist die Benennung Multiphonic gebräuchlich.
Akustisch gehen sie auf Kombinationswirkungen (Differenz- und Summationstöne) der jeweils beteiligten Teilschwingungen eines Klanges zurück. Beispielsweise ist es auf vielen Blasinstrumenten möglich, durch normales Anblasen eines Tons und gleichzeitiges Singen in das Mundstück, mehrere Töne gleichzeitig zu erzeugen. Bei unterschiedlich gespieltem und hineingesungenem Ton entstehen Obertöne, die so stark hörbar sind, dass sogar Akkorde erklingen können. Schon zu Beginn des 19. Jahrhunderts setzte Carl Maria von Weber in seinem "Concertino für Horn und Orchester" durch Multiphonics erzeugte Akkorde ein; im Jazz wurden derartige Techniken bereits durch Adrian Rollini in den 1920er Jahren verwendet.
In den 1960er Jahren setzten die Flötisten Roland Kirk und Jeremy Steig sowie in der Rockmusik Ian Anderson entsprechende Techniken ein. In der Neuen Musik wurden fast gleichzeitig entsprechende Techniken entwickelt und in die Komposition eingeführt. Aufbauend auf Severino Gazzelloni, der mit Luciano Berio zusammenarbeitete, entwickelte William O. Smith die Technik für die Klarinette. Daneben setzte der Oboist Heinz Holliger Multiphonics in der Komposition „Siebengesang“ (1966/1967) für Singstimmen, Oboe, Lautsprecher und Orchester und besonders in der „Studie über Mehrklänge“ (1971) für Oboe solo ein.
Für das Erzeugen von Summations- bzw. Differenztönen in Blasinstrumenten ist vor allem das Schwingungsverhalten der Luftsäule im Innenraum der Schallröhre und des Mundstücks entscheidend. Blechbläser wie Albert Mangelsdorff, Vinko Globokar oder Michel Godard (aber auch Flötisten) produzieren Mehrklänge zumeist durch gleichzeitiges Singen und Spielen unterschiedlicher Tonhöhen und die daraus resultierenden Kombinationstöne; Holzbläser wie Theo Jörgensmann verwenden dazu in der Regel spezielle Ansatztechniken und Veränderungen des Anblasdrucks (Überblasen) sowie spezielle Griffweisen. Mit diesen Techniken erzeugte Klänge hängen hochgradig von den akustischen Eigenschaften eines jeden Instruments, aber auch seines Spielers (z. B. Form und Größe des Rachenraums) ab.
Multiphonics sind natürlich auch auf Instrumenten möglich, die mit elektronischen Mitteln Klang erzeugen. Auf diese Weise kann z. B. das traditionell monophone Theremin erweitert und seine eingeschränkte Palette an Klangfarben deutlich vergrößert werden.

## Elektronisch erzeugte Multiphonics
Für elektronisch erzeugte Mehrklänge gibt es mehrere Eurorack VCO-Module, die die Erzeugung und Manipulation von Obertönen ermöglichen, z. B. (in der Reihenfolge des Eintrags bei modulargrid) den tELHARMONIC von Make Noise Music (2015), Xaoc Devices Odessa (2018), „Generate 3“ von Joranalogue (2019), den „Harmonic Shift Oscillator“ von New System Instruments (2020) und den "Ensemble Oscillator" von 4ms (2020).
Der vollständig analog aufgebaute „Harmonic Shift Oscillator“ ist insofern etwas Besonderes, als er es den Benutzern ermöglicht, die Schrittweite zu ändern, um den Abstand zwischen den erzeugten Teiltönen zu manipulieren.
Der „Ensemble Oscillator“ verwischt die Unterscheidung zwischen Obertönen und den Noten einer gewählten Tonleiter. Einzigartig ist auch seine Fähigkeit, das erzeugte Spektrum so zu kippen, dass der Pegel der Teiltöne im Verhältnis zum Grundton umgekehrt wird.